# Вигівський бій 1918 року

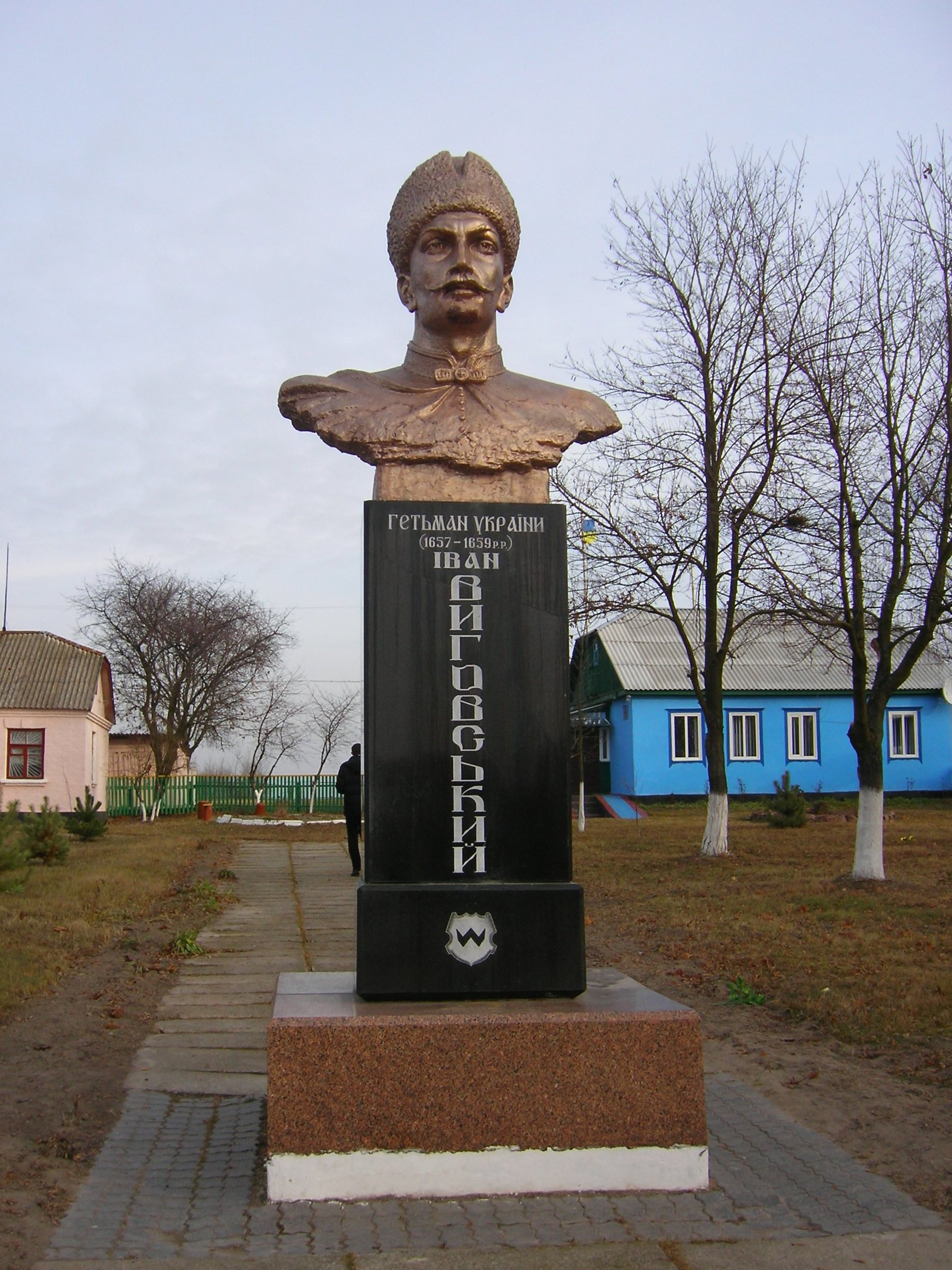
Пам'ятник Гетьману у Вигові.

 Вигівській бій  — бій між українськими і комуно-московськими військами під полустанком Вигів (тепер Коростенського району Житомирської області), що відбувся 19-21 лютого під час Україно-московської війни 1917—1918 років.

## Сили сторін
З українського боку в бою взяли участь 1-й Дорошенківський курінь ( командир — Олександр Загродський ) та 3-й Запорозький курінь ( командир — Всеволод Петрів ) разом з панцерним потягом Ракунова Окремого Запорозького загону Армії УНР.

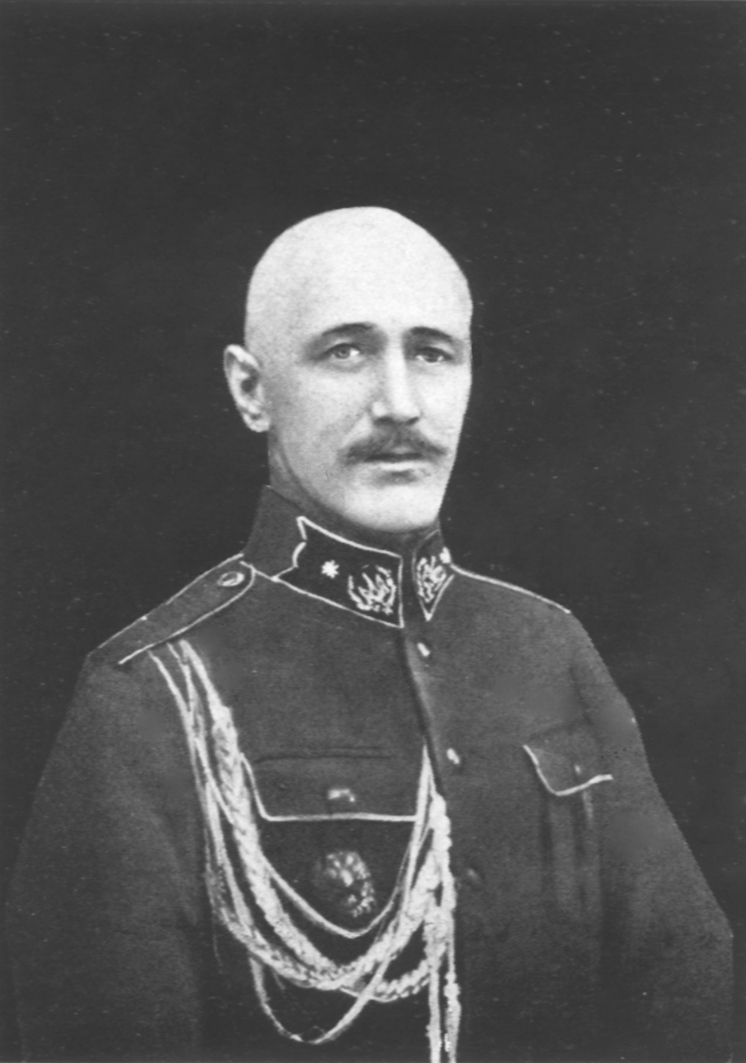
Всеволод Петрів

З московського боку взяли участь підрозділи 2-ї Фінляндської стрілецької дивізії.

## Перебіг подій
Дізнавшись про наближення ворога з боку Новограда-Волинського, українське командування вислало йому на зустріч до полустанку Вигів 1-шу Дорошенківську сотню ( командир — Іван Литвиненко ) і панцерний потяг Ракунова. Вранці 19 лютого на обрії з'явився ворожий потяг. Побачивши попереду Запорожців, загарбникі зійшли з потягу, виладнилися у бойовий порядок і пішли вздовж колії у наступ. Лава Дорошенківців пішла їм на зустріч під прикриттям гармати панцерного потягу. Невдовзі по ворогам відкрили вогонь запорозькі скоростріли. Не витримавши вогню, ворог відступив. Після цього Дорошенківці підірвали місток через Могилянку, спалили його і відішли до перестанку Вигів. 20 лютого наступу не було, але розвідка донесла, що до сусіднього перестанку Видень підтягуються додаткові ворожі війська з артилерією. Коли розвідка Запорожців з'явилася біля спаленого містка, по ній було відкрито гарматний вогонь. Тож Дорошенківці послали до Коростеня прохання про допомогу. До стану ворога ввечері було відправлено 3-х козаків розвідки на чолі з поручником Лисицею. Проте розвідка не повернулася, потрапивши у полон. 1-му куреню на поміч було вислано кінний 3-й Запорозький курінь Всеволода Петріва. Вранці 21 лютого 3-й курінь проїхав потягом до перестанку Клочки проти слободи Яблунівка у напрямку на Олевськ, висадився і рушив на південь, щоб зайти ворогові у тил. З півдня вже було чути гуркіт бою. Бій відбувався біля містка через Могилянку. Вночі з 20 на 21 лютого випав великий сніг і вдарив мороз. Ворог розпочав наступ ще вночі. Сторожа Запорожців, що стояла на варті біля містка, відкрила скорострільний вогонь, але від морозу скоростріла заклинило і сторожа мусила відступити. Наступ ворога підтримували до 8 гармат. Тоді у протинаступ на нього було кинуто цілий 1-й курінь. Тим часом курінь Всеволода Петріва рухався йому на поміч і в селі Купище, що тоді було серед тепер вже зниклого лісу, здобув провідника, який через село Давидки вивів його у тил ворога.

## Результат бою
Несподівана кінна атака 3-го куреня, який вихопився з лісу, зчинила серед ворога переполох і вони почали втікати. Перед цим у приміщенні перестанку Відень вони допитували українських розвідників, а потім прикотили дві польові кухні і збиралися двох із них зварити живцем, а третього відпустити, щоб про бачене розповів Запорожцям. Проте напад 3-го куреня став їм на заваді, розвідники скористалися переляком ворога, побігли до лісу і скоро дісталися до своїх. Ворог же, переляканий наступом кінноти, відступив до Новограда-Волинського.